# 朱迪·科默
朱迪·玛丽·科默（英語：Jodie Marie Comer，1993年3月11日—），是一位英国女演员，她在BBC美国台的《杀死伊芙》中饰演女杀手薇拉內爾，并凭借这一角色獲得了国际知名度与诸多赞誉。2019年，朱迪凭借《杀死伊芙》中的表演赢得英国电视学院奖的最佳女主角，以及第71屆黃金時段艾美獎剧情类最佳女主角。
此外朱迪也参演了多部影集，包括《失落的十三年》、《福斯特医生》、《肥瑞的疯狂日记》和《白公主》等。她的主要电影角色包括《失控玩家》（2021年）中的米莉·拉斯科／鸡尾酒女孩，以及《最後的決鬥》（2021年）中的瑪格麗特·德·卡魯日。

## 早年生活
科默出生于利物浦的一個工人階級家庭，她的母親唐娜（Donna）是默西鐵路的員工，父亲詹姆斯（James）是埃弗顿足球俱乐部的理疗师。科默在利物浦长大，就读于圣朱莉天主教高中（St Julie's Catholic High School）。一次她参加学校的才艺表演，在台上做了一场独白演出，在此之前，她已凭借这个演出赢得当地戏剧节的第一名。她的表演引起戏剧老师的注意，她让科默去参加BBC廣播四台的角色试镜，这个角色后来成为她的第一份表演工作。剧组中的其他人鼓励她从事演艺事业，还建议她聘请一个经纪人。

## 演艺生涯
科默在2008年开启了自己的电视生涯，她在那年参演《皇室》的衍生剧集《今日皇室》。之后她便出演多部剧集，包括《霍尔比市》、《医者心》、《无声的证言》、《急诊室》、《法律与秩序 (英版)》、《维拉》和《乔治·詹特利探案》。
随后，科默开始在几部剧集中担任主角，包括五集的迷你剧《正义》，超自然题材的迷你剧《勿忘我》，以及搞笑剧集《肥瑞的疯狂日记》。
2015年，科默获得出演BBC一台的电视电影《查泰来夫人的情人》的机会。那一年她还在BBC一台的剧集《福斯特医生》中扮演凯特这个角色。
2016年，科默主演了BBC三台的迷你剧《失落的十三年》，她在剧中饰演一个被人囚禁在地窖之中长达十三年的女孩。该剧于2016年2月28日在BBC三台首播。在同年的倫敦影展上，科默被列入“国际银幕上的明日之星”榜单。
2017年，科默主演了Starz频道的剧集《白公主》，在剧中饰演女主角伊丽莎白王后，本剧是BBC迷你剧《白王后》的续集。朱迪也在同年完成她的电影处女秀《我的英格兰》。
2018年4月，科默迎来令她名声大噪的BBC剧集《杀死伊芙》，她在剧中扮演一个有些神经质的杀手——薇拉内尔，她与追捕自己的軍情五處女干员之间渐渐产生出一种特殊的互相迷恋。本剧在首播之前就已经续订第二季。朱迪在剧中的表演赢得了许多赞誉，《纽约客》称赞道，该剧的“基调和节奏不停地变换”，而“薇拉内尔这一角色能自始至终地保持模糊性和不可能性，都要归功于科默那反复无常、无懈可击的表演的魅力”。
科默在随后的6月主演BBC四台的剧集——《她说：女性人生瞬间》（Snatches: Moments from Women's Lives），本剧的内容是多位女性的独白，每集各由一位女性完成独白演出。该剧是BBC“Hear Her”专题的核心部分，灵感来自于女人赢得选举权的一个世纪以来的各个事件。科默在第三集“Bovril Pam”中，饰演一位20世纪60年代利物浦的秘书，这位秘书正经历着性取向的探索。
2018年12月，科默宣布加入动作喜剧电影《脫稿玩家》，一同主演的还有萊恩·雷諾斯，该片于2019年5月开始拍摄。2019年4月，科默在访谈中提到，自己因为档期冲突，不得不退出了簡尼夫·班納执导和改编的电影《尼羅河謀殺案》。

## 社会活动
2018年9月，科默为《对抗癌症》节目拍摄了宣传影片，该节目通过網路与电视为与癌症相关的活动进行募款。科默也支持名为“Tyred”的英国道路安全运动，这项运动旨在设法禁止在长途巴士上使用废旧轮胎。朱迪此前也曾谈到薇拉内尔这一角色对于LGBT群体的重要性，“你必须明白你能和女性建立恋爱关系，而且我想我还未看过其他电视剧曾以这种方式表达过”。
2020年，科默談論了關於她工人階級的出身在職業生涯中所受到的階級歧視經歷。

## 评价
《广播时报》将朱迪列入2018年英国百大电视明星的榜单，位列第94位，该榜单由电视台主管和广播界资深人士评定。2018年11月，《好莱坞报道》将她列入下一代好莱坞新星的排行榜。2018年12月，《时尚》杂志英国版将她列入“2018年最具影响力的年轻女性”榜单。2019年2月，《福布斯》将科默列入年度“福布斯30岁以下30人”排行榜，位列欧洲30岁以下最具影响力的30人。

## 作品列表

### 电影
| 年份 | 电影名字                | 扮演角色                | 备注 |
| ---- | ----------------------- | ----------------------- | ---- |
| 2013 | In T'Vic                | Holliday                | 短片 |
| 2017 | 我的英格兰              | Christine               |      |
| 2019 | STAR WARS：天行者的崛起 | Rey的母親               |      |
| 2021 | 失控玩家                | 米莉·拉斯科／雞尾酒女孩 |      |
| 2021 | 最後的決鬥              | 瑪格麗特·德·卡魯日      |      |
| 2023 | 不羈騎士                | 凱西（Kathy）           |      |
| 2025 | 28年毀滅倒數            | 伊斯拉                  |      |

### 剧集
| 年份      | 剧集名字           | 扮演角色            | 参演                                                 |
| --------- | ------------------ | ------------------- | ---------------------------------------------------- |
| 2008      | 今日皇室           | Leanne              | 第一季第四十一集                                     |
| 2010      | 霍尔比市           | Ellie Jenkins       | 第十二季第十六集 -- "Promises"                       |
| 2010      | 滑铁卢路           | Sarah Evans         | 第六季第三集                                         |
| 2011      | 正义               | Sharna Mulhearne    | 参演五集                                             |
| 2012      | 医者心             | Kelly Lowther       | 第十三季一百八十三集 – "Another Day, Another Dollar" |
| 2012      | 无声的证言         | Eve Gilston         | 参演单集 -- "Fear"                                   |
| 2012      | 好警察             | Amy                 | 参演第一集                                           |
| 2012      | 急诊室             | Maddy Eldon         | 第二十七季第五集 -- "I'll See You In My Dreams"      |
| -2013     | 呼之欲出           | Cat Sullivan、Gemma | 分别参演单集"Postcode Lottery"、"Big Girl"           |
| 2013      | 法律与秩序 (英版)  | Jess Hayes          | 参演单集 -- "Fatherly Love"                          |
| 2013      | 维拉               | Izzy Rawlins        | 参演单集 -- "Young Gods"                             |
| 2013–2015 | 肥瑞的疯狂日记     | Chloe Gemell        | 主演                                                 |
| 2014      | 乔治·詹特利探案    | Justine Leyland     | 参演单集 -- "Blue for Bluebird"                      |
| 2014      | 勿忘我             | Hannah Ward         | 主演                                                 |
| 2015–2017 | 福斯特医生         | Kate Parks          | 参演九集                                             |
| 2016      | 失落的十三年       | Ivy Moxam           | 主演                                                 |
| 2016      | 瑞灵顿街惊魂       | Beryl Evans         | 主演                                                 |
| 2017      | 白公主             | Elizabeth of York   | 主演                                                 |
| 2018      | 她说：女性人生瞬间 | Linda               | 情节："Bovril Pam"                                   |
| 2018-2022 | 杀死伊芙           | 薇拉內爾            | 主演                                                 |
| 2020      | 喋喋人生           | Lesley              | 情节："Her Big Chance"                               |
| 2021      | 援助               | Sarah               | 主演                                                 |

### 舞台剧
| 年份 | 劇名                                  | 角色  | 剧院                                 |
| ---- | ------------------------------------- | ----- | ------------------------------------ |
| 2010 | 一切的代价（The Price of Everything） | Ruby  | 史蒂夫约瑟夫剧院                     |
| 2022 | 初步舉證（Prima Facie）               | Tessa | 哈罗德·品特剧院Harold Pinter Theatre |

## 奖项与提名
| 年份 | 组织                                                 | 奖项                 | 提名作品           | 结果 |
| ---- | ---------------------------------------------------- | -------------------- | ------------------ | ---- |
| 2016 | 广播时报读者选择奖                                   | 最佳女主角           | 《失落的十三年》   | 提名 |
| 2016 | 电视选择奖（TV Choice Awards）                       | 最佳女主角           | 《失落的十三年》   | 提名 |
| 2017 | 英國電視學院獎                                       | 最佳女主角           | 《失落的十三年》   | 提名 |
| 2017 | 皇家电视学会奖                                       | 最佳演员——女演员     | 《失落的十三年》   | 提名 |
| 2018 | 多里安奖                                             | 年度最佳演出——女演员 | 《杀死伊芙》       | 提名 |
| 2018 | 金德比奖                                             | 剧情类女主角         | 《杀死伊芙》       | 提名 |
| 2018 | 电视评论家协会                                       | 剧情类人个人成就奖   | 《杀死伊芙》       | 提名 |
| 2018 | 评论家选择电视奖（Critics' Choice Television Award） | 剧情类最佳女主角     | 《杀死伊芙》       | 提名 |
| 2019 | 國家電視獎                                           | 最佳剧情类表演       | 《杀死伊芙》       | 提名 |
| 2019 | 广播界协会奖（Broadcasting Press Guild Awards）      | 最佳女主角           | 《杀死伊芙》       | 獲獎 |
| 2019 | 皇家电视行会奖（Royal Television Society Award）     | 最佳演员——女演员     | 《杀死伊芙》       | 獲獎 |
| 2019 | 英國電視學院獎                                       | 最佳女主角           | 《杀死伊芙》       | 獲獎 |
| 2019 | 黄金时段艾美奖                                       | 剧情类最佳女主角     | 《杀死伊芙》       | 獲獎 |
| 2020 | 金球奖                                               | 剧情类剧集最佳女主角 | 《杀死伊芙》       | 提名 |
| 2020 | 卫星奖                                               | 最佳剧情类影集女演员 | 《杀死伊芙》       | 提名 |
| 2020 | 美国演员工会奖                                       | 电视剧情类最佳女演员 | 《杀死伊芙》       | 提名 |
| 2020 | 英國電視學院獎                                       | 最佳女主角           | 《杀死伊芙》       | 提名 |
| 2020 | 黄金时段艾美奖                                       | 剧情类最佳女主角     | 《杀死伊芙》       | 提名 |
| 2021 | 金球奖                                               | 剧情类剧集最佳女主角 | 《杀死伊芙》       | 提名 |
| 2021 | 英國電視學院獎                                       | 最佳女主角           | 《杀死伊芙》       | 提名 |
| 2022 | 英國電視學院獎                                       | 最佳女主角           | 《援助》           | 獲獎 |
| 2023 | 托尼獎                                               |                      | Prima Facie (play) | 獲獎 |

## 外部連結
- 朱迪·科默在互联网电影资料库（IMDb）上的資料（英文）
- 朱迪·科默的Facebook專頁
- 朱迪·科默的Instagram帳戶